# پتالینگ جایا

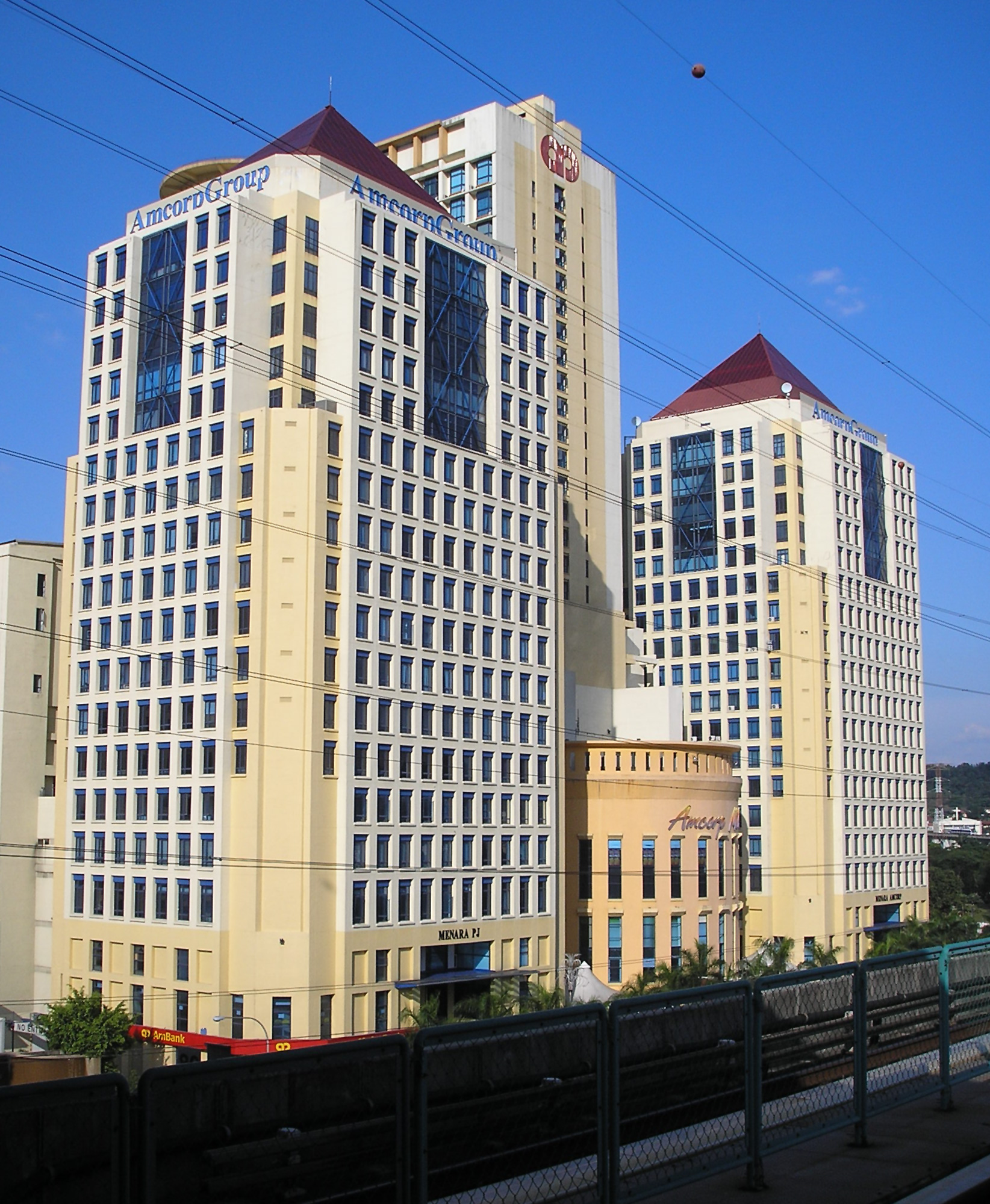

پتالینگ جایا (به مالزیایی: ڤتالیڠ جای) شهری اقماری نزدیک منطقه فدرال کوالالامپور در مالزی و واقع در منطقه پتالینگ در استان سلانگور این کشور است. این شهر ۹۷٫۲ کیلومتر مربع وسعت دارد و بزرگ‌ترین شهر استان سلانگور است. پتالینگ جایا رسماً در ۲۰ ژوئن ۲۰۰۶ به عنوان «شهر» پذیرفته شد.

## جمعیت‌شناسی
در سال ۲۰۱۴، مقامات پتالینگ جایا مدعی بودند که ۶۱۳٬۹۷۷ نفر در منطقه‌ای به وسعت ۵۱٫۴ کیلومتر مربع (۱۹٫۸ مایل مربع) زندگی می‌کنند. جمعیت واقعی در سال ۲۰۱۵ کمی بیشتر از ۵۵۰٬۰۰۰ نفر بود که این مقدار بدون در نظر گرفتن جمعیت شهرگان کوالالامپور-پتالینگ جایا می‌باشد و در صورت احتساب آن مجموع جمعیت بالغ بر ۱٫۵ میلیون نفر می‌شد.

## آموزش
پتالینگ جایا دارای دانشگاه‌ها و مؤسسات آموزشی بسیار است که مهم‌ترین شان دانشگاه مالایا، مهم‌ترین دانشگاه مالزی، است. دانشگاه بین‌المللی اسلامی مالزی و دانشگاه تون عبدالرزاق و کالج دانشگاهی سان‌وی از سایر دانشگاه‌ها هستند. کالج تیلورز از قدیمی‌ترین کالج‌های خصوصی این منطقه است.

## ورزش

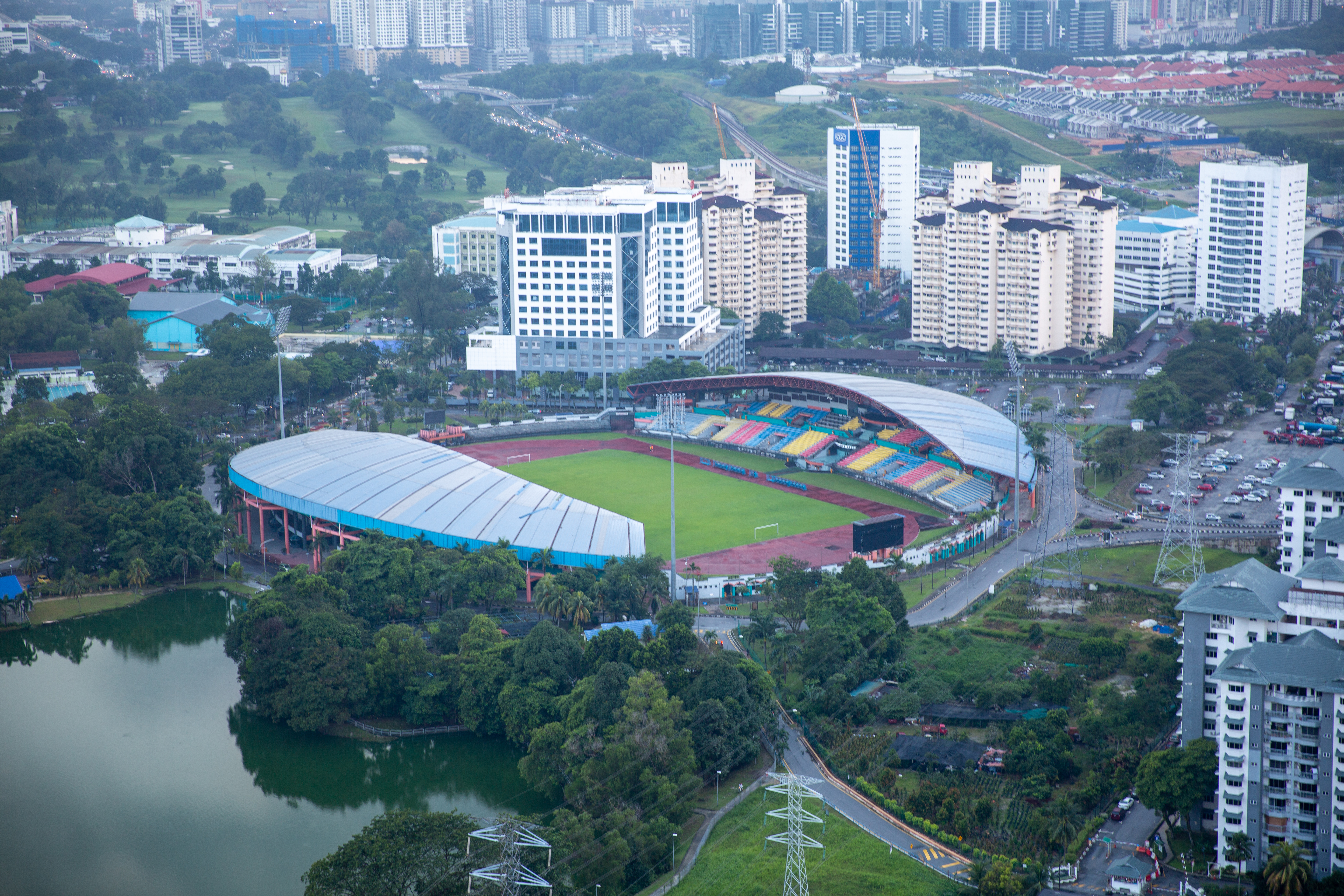
ورزشگاه پتالینگ جایا

پتالینگ جایا دارای یک ورزشگاه چند منظوره و کاملاً مجهز به نام ورزشگاه پتالینگ جایا می‌باشد. این ورزشگاه، زمین خانگی باشگاه فوتبال پتالینگ جایا رنجرز است.
مقر فدراسیون فوتبال مالزی (FAM) در پتالینگ جایا واقع شده است.